# Corvus hawaiiensis
El cuervo hawaiano (Corvus hawaiiensis), también conocido como ´Alala en el idioma hawaiano, es una especie de ave paseriforme de la familia de los cuervos (Corvidae). Mide alrededor de 48-50 cm de longitud. Posee de un plumaje suave y de color café-negro con largas y erizadas plumas alrededor del cuello. Las patas y piernas, al igual que el pico, son negras.

## Distribución y hábitat
Esta especie está extinta en libertad. Antiguamente se le encontraba solo en la isla de Hawái en los bosques montañosos.Restos fósiles indican que estas aves eran muy comunes en toda la isla principal, junto a otras dos especies de cuervos extintos.Esta especie se caracteriza por una fuerte habilidad voladora y por su inteligencia. La razón de su extinción no se ha podido responder definitivamente, pero se cree que la introducción de alguna enfermedad juegue un rol importante en la disminución de esta especie.

## Comportamiento

### Dieta
En libertad, el cuervo hawaiano tenía una dieta muy variada, incluyendo carroña, huevos, polluelos, otras criaturas pequeñas, insectos, frutas y sobras. 

### Voz
Los cuervos hawaianos tienen un llamado, que ha sido descrito como un graznido de dos tonos y un chillido con tonos bajos, similar al maullido de un gato. También hacen un sonido complejo y borboteante, al igual que varios otros sonidos.

## Estado de conservación
Los últimos dos individuos vistos en libertad del cuervo hawaiano desaparecieron en 2002; la especie es ahora clasificada de extinta en libertad. A pesar de que existen algunos individuos en cautiverio, todo intento de reintroducirlos a su hábitat natural han sido frenados por el busardo de Hawái, que los caza, y, por su parte, es clasificado de "Casi amenazado".
El pequeño número de individuos puede significar que el acervo genético se haya reducido a tal punto que la especie no tenga posibilidades de recuperarse.